# Maraudeur masqué
Pour les articles homonymes, voir Maraudeurs.
Frank Farnum, alias le Maraudeur masqué (« Masked Marauder ») est un super-vilain évoluant dans l'univers Marvel de la maison d'édition Marvel Comics. Créé par le scénariste Stan Lee, le dessinateur John Romita, Sr. et l'encreur Frank Giacoia, le personnage de fiction apparaît pour la première fois dans le comic book Daredevil (vol. 1) #16 en mai 1966.
Au départ un ennemi récurrent de Daredevil, il aussi été un adversaire de Spider-Man et d'Iron Man.

## Biographie du personnage

### Origines
À sa première apparition, le Maraudeur masqué était déjà installé à la tête d'une organisation criminelle, disposant d'une équipe et de fonds. Bien qu'il soit à l'évidence un expert en ingénierie capable de concevoir des rayons téléporteurs, des androïdes, des exosquelettes et sa rafale optique, son identité était inconnue. Elle est finalement dévoilée comme étant celle de Frank Farnum, le gérant de l'immeuble dans lequel le cabinet d'avocats Nelson et Murdock avait ses bureaux. Aucune des questions au sujet de son talent, de l'origine de son financement ou de ses motifs ne furent éclaircies.
Il se fait tout d'abord connaître en combattant Spider-Man avant un casse au World Motors Building. Son coup monté consiste à attirer Daredevil et à pousser les deux super-héros à se battre entre eux, pendant que lui et ses hommes de main dérobent un prototype. Le plan est éventé et, bien que toute sa bande soit capturée, le Maraudeur lui-même parvient à s'échapper.

### Parcours
Après qu'il a recruté de nouveaux hommes dans les bas-fonds de New-York, le Maraudeur fait évader le Gladiateur (Melvin Potter) de prison. Son intention est de l'employer pour sa force brute mais, devant la réticence du Gladiateur, il finit par l'engager comme associé.
Décidés à essayer de prendre le contrôle de la Maggia, les deux super-vilains présentent leurs états de service et promettent de battre Daredevil. Le Maraudeur crée le Tri-Man, un androïde animé de la force du Mangler (un catcheur), des gestes du Dancer (un perceur de coffre-fort) et de l'intelligence de Brain (une personnalité du « milieu ») pour parvenir à ses fins. Son projet s'effondre quand Daredevil vainc le Tri-Man. La Maggia accepte la candidature du Gladiateur mais rejette le Maraudeur masqué.
Son plan suivant est de s'associer à l'Homme aux échasses pour découvrir l'identité secrète de Daredevil. Il construit un hélicoptère spécial dans lequel il fait monter Matt Murdock, son associé Foggy Nelson et leur secrétaire Karen Page. L'hélicoptère est doté d'un champ de force qui désintègre tout ce qui entre en contact avec lui ; malheureusement pour le Maraudeur, le contact se fait avec son corps.
Il est présumé mort jusqu'à ce qu'il réapparaisse quelques années plus tard à Détroit, où il révèle que le désintégrateur était en fait un mécanisme de téléportation qui lui a permis de s'échapper et de redémarrer ailleurs. Aidé de ses hommes de main Steele et Hacker, il vole la navette spatiale expérimentale de Tony Stark et s'enfuit à son bord, mais Iron Man les rattrape.
Plus tard, il croise de nouveau le fer avec Iron Man, allié à Jack Russell le Loup-Garou. Dans une tentative avortée de se venger de la Maggia avec ses nouveaux acolytes, Pardee, Creach et Strenk, il a créé le Tri-Animan, un androïde alimenté par les caractéristiques de trois animaux au lieu de trois humains.
Lorsque le Maraudeur refait surface, il est devenu le leader de la branche de la Maggia contrôlée par le comte Nefaria, sous le nom de Big M. Au cours d'un combat contre Spider-Man et Daredevil, il aveugle durablement le Tisseur et menace New-York de son « Bombdroid », un Tri-Man porteur d'une bombe nucléaire. Daredevil remporte la victoire de la même façon que lors de leur premier affrontement : en étant insensible à la rafale aveuglante, du fait de sa cécité.
Aux côtés de plusieurs super-vilains de seconde zone, le Maraudeur assiste à la veillée funèbre de l'Homme aux échasses (tué par le Punisher) quand le Punisher, se faisant passer pour un barman, empoisonne les consommations de toute l'assistance avant de dynamiter l'endroit.

## Pouvoirs, capacités et équipement
Le Maraudeur masqué est un scientifique criminel qui a conçu un casque projetant des rafales optiques. Il a utilisé ses capacités scientifiques pour créer son « rayon optique », une décharge d’énergie projetée à partir des lunettes de son casque.
C'est un génie scientifique et un inventeur doué, capable de mettre au point de nombreuses inventions dans différents domaines variés. Il est également un bon meneur d’hommes mais, cependant, un piètre tacticien et stratège.
- Les rafales optiques de son caque peuvent aveugler un individu de manière temporaire ou définitive, étourdir jusqu’à rendre inconscient, voire causer une douleur physique. Son rayon optique doit être rechargé après chaque usage[1].
- Son costume, grâce à l'électromagnétisme, est conçu pour éviter les coups et absorber l’énergie afin de l’utiliser pour son propre usage[1].
- Son masque était également équipé de lentilles à infrarouges. Son sommet était composé d'acier, afin de renforcer son crâne mais aussi pour lui permettre de donner de violents coups de tête[1].

Le Maraudeur masqué dispose d'androïdes et de tout un arsenal de son cru.
Il a conçu un élévateur hydraulique, un rayon destructeur, des caméras projetant du gaz lacrymal, un rayon de lévitation (téléportation), un renforceur et un dissociateur ionique, des outils à lasers et une armure pour son homme de main Steele.
Il a créé le Tri-Man (ou Tri-Androïde) qui absorba la force du lutteur appelé l’Essoreur, la vitesse du cambrioleur surnommé le Danseur et l’intelligence du cerveau criminel appelé le Cerveau. Il créa aussi le Tri-Animan, qui absorba les capacités de trois animaux. Il recréa ensuite son Tri-Man qui pouvait désormais adopter la forme d’un oiseau volant (le Colomboïde) et répondait à ses pensées.
Il a utilisé comme systèmes de déplacement un camion tracteur, des montgolfières avec des plates-formes et un hélicoptère doté d’un champ de force de téléportation.
Il a dissimulé ses inventions, ainsi que divers équipements scientifiques, dans ses nombreuses cachettes.